# Basketball-Weltmeisterschaft der Damen 2010
Die Basketball-Weltmeisterschaft der Damen 2010 (offiziell: FIBA World Championship for Women 2010) fand vom 23. September bis 3. Oktober 2010 in Tschechien statt und war die sechzehnte Basketball-Weltmeisterschaft der Frauen.
Der Weltbasketballverband FIBA vergab die Veranstaltung während seiner Sitzung am 10. Dezember 2007 in Chicago nach Tschechien, nachdem zuvor die ebenfalls kandidierenden Verbände aus Australien, Frankreich und Lettland ihre Bewerbungen zurückgezogen hatten.
Die Auswahl der Vereinigten Staaten wurde zum insgesamt 8. Mal Weltmeister und baute damit ihren eigenen Rekord für die meisten Titel in der Turniergeschichte aus. Die beiden anderen Medaillengewinner – die Gastgeber Tschechien mit Silber und Spanien mit Bronze gewannen ihre jeweils ersten Medaillen bei einer Weltmeisterschaft. Die Tschechin Hana Horáková wurde zur wertvollsten Spielerin des Turniers gewählt.
Die Favoriten vor dem Turnier, die USA, Russland und Australien, dominierten das Spiel in den ersten beiden Runden, wobei Russland und die USA ungeschlagen blieben und Australien nur in der Zwischenrunde gegen die USA verlor, nachdem sich beide Teams bereits den Einzug ins Viertelfinale gesichert hatten. Im Viertelfinale mussten Russland und Australien jedoch überraschende Niederlagen gegen Belarus bzw. Tschechien hinnehmen. Die USA zogen unterdessen mit leichten Siegen über das von Verletzungen geplagte Südkorea und Spanien ins Finale ein. Nachdem sie den amtierenden Weltmeister Australien ausgeschaltet hatten, besiegte Gastgeber Tschechien auch Belarus in der Verlängerung und stand damit im Finale gegen die USA.
Im Finale waren die USA klarer Favorit, aber die Tschechen wurden zu Hause von über 6.000 Zuschauern unterstützt, darunter auch der tschechische Präsident Václav Klaus. In der ersten Halbzeit konnten die Tschechen noch dicht dran bleiben und lagen zur Pause nur mit 40:35 zurück. In der zweiten Halbzeit setzten sich die USA dann kontinuierlich ab und gewannen am Ende mit 89:69 die Weltmeisterschaft.

## Austragungsorte
Austragungsorte waren die Städte Ostrava und Brünn für die Vor- und Zwischenrunde sowie Karlsbad für die Finalrunde.
| Ostrava |

| Brünn |

| Karlsbad |

| Ostrava |

| Brünn |

| Karlsbad |

## Teilnehmer

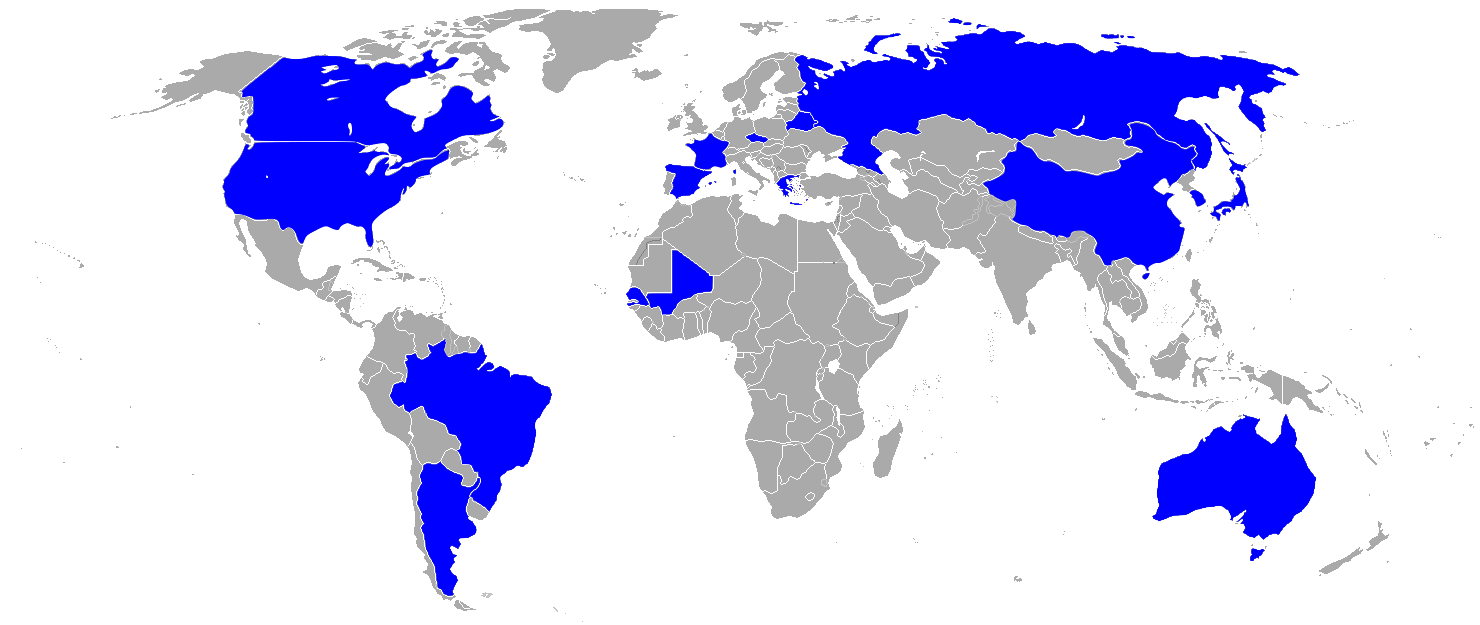
Teilnehmer an der Endrunde

An der Weltmeisterschaft nahmen 16 Mannschaften teil. Außer Tschechien, das sich als Austragungsland automatisch qualifizierte, und den Vereinigten Staaten, die sich als amtierender olympischer Champion qualifizierten, wurden die weiteren 14 Teilnehmer durch kontinentale Qualifikationsturniere bestimmt:
- Tschechien – Gastgeber
- Vereinigte Staaten – Olympiasieger

FIBA Europa – qualifiziert über die Platzierungen der Europameisterschaft 2009:
- Belarus
- Frankreich
- Griechenland
- Russland
- Spanien

FIBA Amerika – qualifiziert über die Platzierungen der Amerikameisterschaft 2009:
- Argentinien
- Brasilien
- Kanada

FIBA Asien – qualifiziert über die Platzierungen der Asienmeisterschaft 2009:
- China
- Japan
- Südkorea

FIBA Afrika – qualifiziert über die Platzierungen der Afrikameisterschaft 2009:
- Mali
- Senegal

FIBA Ozeanien – qualifiziert als Ozeanienmeister 2009
- Australien

### Gruppenauslosung
Die sechzehn qualifizierten Mannschaften wurden in folgende vier Gruppen gelost:
| Gruppe A (Ostrau)                       | Gruppe B (Ostrau)                           | Gruppe C (Brünn)                        | Gruppe D (Brünn)                              |
| --------------------------------------- | ------------------------------------------- | --------------------------------------- | --------------------------------------------- |
| - Kanada - Belarus - China - Australien | - Senegal - Griechenland - USA - Frankreich | - Mali - Südkorea - Brasilien - Spanien | - Japan - Tschechien - Argentinien - Russland |

## Vorrunde
In der Vorrunde spielten jeweils vier Mannschaften in vier Gruppen gegeneinander. Der Sieger eines Spiels erhielt zwei Punkte, der Verlierer einen Punkt. Stand ein Spiel am Ende der regulären Spielzeit unentschieden, so gab es Verlängerung. Die ersten drei Mannschaften jeder Gruppe qualifizierten sich für die Zwischenrunde. Die vier übrigen Mannschaften spielten eine Platzierungsrunde um die Plätze 13 bis 16. 

### Gruppe A – Ostrava
Die sechs Partien der Gruppe A wurden in Ostrava ausgetragen.
| Platz | Team       | Spiele | Siege | Niederl. | Korbpunkte | Punkte | Diff. |
| ----- | ---------- | ------ | ----- | -------- | ---------- | ------ | ----- |
| 1     | Australien | 3      | 3     | 0        | 246:174    | 6      | +72   |
| 2     | Belarus    | 3      | 2     | 1        | 188:189    | 5      | −1    |
| 3     | Kanada     | 3      | 1     | 2        | 161:194    | 4      | −33   |
| 4     | China      | 3      | 0     | 3        | 186:224    | 3      | −38   |

| Spiel | Datum      | Team 1     | Team 2     | 1. Q. | 2. Q. | 3. Q. | 4. Q. | Verl. | Ergebnis |
| ----- | ---------- | ---------- | ---------- | ----- | ----- | ----- | ----- | ----- | -------- |
| A1    | 23.09.2010 | Belarus    | China      | 11:10 | 20:17 | 21:21 | 16:09 |       | 68:57    |
| A2    | 23.09.2010 | Kanada     | Australien | 12:20 | 11:14 | 15:18 | 09:20 |       | 47:72    |
| A3    | 24.09.2010 | China      | Kanada     | 23:18 | 14:12 | 13:22 | 11:13 |       | 61:65    |
| A4    | 24.09.2010 | Australien | Belarus    | 24:21 | 18:11 | 13:11 | 28:16 |       | 83:59    |
| A5    | 25.09.2010 | China      | Australien | 19:32 | 17:19 | 16:22 | 16:18 |       | 68:91    |
| A6    | 25.09.2010 | Kanada     | Belarus    | 16:20 | 06:11 | 11:15 | 16:15 |       | 49:61    |

### Gruppe B – Ostrava
Die sechs Partien der Gruppe B wurden in Ostrava ausgetragen.
| Platz | Team               | Spiele | Siege | Niederl. | Korbpunkte | Punkte | Diff. |
| ----- | ------------------ | ------ | ----- | -------- | ---------- | ------ | ----- |
| 1     | Vereinigte Staaten | 3      | 3     | 0        | 288:185    | 6      | +103  |
| 2     | Frankreich         | 3      | 2     | 1        | 212:181    | 5      | +31   |
| 3     | Griechenland       | 3      | 1     | 2        | 211:236    | 4      | −25   |
| 4     | Senegal            | 3      | 0     | 3        | 165:274    | 3      | −109  |

| Spiel | Datum      | Team 1       | Team 2       | 1. Q. | 2. Q. | 3. Q. | 4. Q. | Verl. | Ergebnis |
| ----- | ---------- | ------------ | ------------ | ----- | ----- | ----- | ----- | ----- | -------- |
| B1    | 23.09.2010 | Griechenland | USA          | 18:32 | 17:20 | 15:15 | 23:32 |       | 73:99    |
| B2    | 23.09.2010 | Senegal      | Frankreich   | 13:22 | 03:22 | 16:11 | 13:28 |       | 45:83    |
| B3    | 24.09.2010 | USA          | Senegal      | 30:11 | 28:14 | 28:11 | 22:16 |       | 108:52   |
| B4    | 24.09.2010 | Frankreich   | Griechenland | 20:12 | 20:11 | 11:17 | 18:15 |       | 69:55    |
| B5    | 25.09.2010 | USA          | Frankreich   | 13:10 | 23:19 | 25:19 | 20:12 |       | 81:60    |
| B6    | 25.09.2010 | Senegal      | Griechenland | 13:22 | 16:18 | 18:19 | 21:24 |       | 68:83    |

### Gruppe C – Brünn
Die sechs Partien der Gruppe C wurden in Brünn ausgetragen.
| Platz | Team      | Spiele | Siege | Niederl. | Korbpunkte | Punkte | Diff. |
| ----- | --------- | ------ | ----- | -------- | ---------- | ------ | ----- |
| 1     | Spanien   | 3      | 3     | 0        | 233:162    | 6      | +71   |
| 2     | Südkorea  | 3      | 2     | 1        | 198:210    | 5      | −12   |
| 3     | Brasilien | 3      | 1     | 2        | 197:203    | 4      | −6    |
| 4     | Mali      | 3      | 0     | 3        | 175:228    | 3      | −53   |

| Spiel | Datum      | Team 1    | Team 2    | 1. Q. | 2. Q. | 3. Q. | 4. Q. | Verl. | Ergebnis |
| ----- | ---------- | --------- | --------- | ----- | ----- | ----- | ----- | ----- | -------- |
| C1    | 23.09.2010 | Südkorea  | Brasilien | 21:19 | 12:10 | 15:22 | 13:09 |       | 61:60    |
| C2    | 23.09.2010 | Mali      | Spanien   | 07:15 | 06:26 | 10:24 | 13:15 |       | 36:80    |
| C3    | 24.09.2010 | Spanien   | Südkorea  | 23:23 | 13:07 | 21:18 | 27:21 |       | 84:69    |
| C4    | 24.09.2010 | Brasilien | Mali      | 14:12 | 22:19 | 22:23 | 22:19 |       | 80:73    |
| C5    | 25.09.2010 | Mali      | Südkorea  | 09:26 | 21:11 | 14:13 | 18:12 | 04:06 | 66:68    |
| C6    | 25.09.2010 | Brasilien | Spanien   | 15:15 | 08:22 | 15:23 | 19:09 |       | 57:69    |

### Gruppe D – Brünn
Die sechs Partien der Gruppe D wurden in Brünn ausgetragen.
| Platz | Team        | Spiele | Siege | Niederl. | Korbpunkte | Punkte | Diff. |
| ----- | ----------- | ------ | ----- | -------- | ---------- | ------ | ----- |
| 1     | Russland    | 3      | 3     | 0        | 218:174    | 6      | +44   |
| 2     | Tschechien  | 3      | 2     | 1        | 185:168    | 5      | +17   |
| 3     | Japan       | 3      | 1     | 2        | 182:210    | 4      | −28   |
| 4     | Argentinien | 3      | 0     | 3        | 170:203    | 3      | −33   |

| Spiel | Datum      | Team 1      | Team 2      | 1. Q. | 2. Q. | 3. Q. | 4. Q. | Verl. | Ergebnis |
| ----- | ---------- | ----------- | ----------- | ----- | ----- | ----- | ----- | ----- | -------- |
| D1    | 23.09.2010 | Japan       | Russland    | 14:21 | 24:22 | 15:27 | 10:16 |       | 63:86    |
| D2    | 23.09.2010 | Tschechien  | Argentinien | 20:12 | 13:13 | 15:06 | 19:22 |       | 67:53    |
| D3    | 24.09.2010 | Argentinien | Japan       | 18:17 | 13:17 | 11:14 | 16:11 |       | 58:59    |
| D4    | 24.09.2010 | Russland    | Tschechien  | 12:09 | 21:13 | 09:14 | 13:16 |       | 55:52    |
| D5    | 25.09.2010 | Argentinien | Russland    | 12:23 | 22:21 | 09:17 | 16:16 |       | 59:77    |
| D6    | 25.09.2010 | Japan       | Tschechien  | 19:22 | 11:16 | 16:15 | 14:13 |       | 60:66    |

## Zwischenrunde
Alle Ergebnisse und Punkte aus der Vorrunde wurden übernommen. Die jeweils besten vier Mannschaften der zwei Zwischenrundengruppen E und F qualifizierten sich für das Viertelfinale. Die vier übrigen Mannschaften spielten eine Platzierungsrunde um die Plätze 9 bis 12. 

### Gruppe E – Ostrava
Die neun Partien der Gruppe E wurden in Ostrava ausgetragen. 
| Platz | Team               | Spiele | Siege | Niederl. | Korbpunkte | Punkte | Diff. |
| ----- | ------------------ | ------ | ----- | -------- | ---------- | ------ | ----- |
| 1     | Vereinigte Staaten | 6      | 6     | 0        | 565:367    | 12     | +198  |
| 2     | Australien         | 6      | 5     | 1        | 476:363    | 11     | +113  |
| 3     | Frankreich         | 6      | 4     | 2        | 371:338    | 10     | +033  |
| 4     | Belarus            | 6      | 3     | 3        | 371:424    | 09     | −053  |
| 5     | Griechenland       | 6      | 2     | 4        | 392:455    | 08     | −063  |
| 6     | Kanada             | 6      | 1     | 5        | 306:387    | 07     | −081  |

| Spiel | Datum      | Team 1       | Team 2       | 1. Q. | 2. Q. | 3. Q. | 4. Q. | Verl. | Ergebnis |
| ----- | ---------- | ------------ | ------------ | ----- | ----- | ----- | ----- | ----- | -------- |
| E1    | 27.09.2010 | Frankreich   | Belarus      | 14:08 | 11:12 | 11:17 | 22:11 |       | 58:48    |
| E2    | 27.09.2010 | Griechenland | Australien   | 15:27 | 09:29 | 13:16 | 17:21 |       | 54:93    |
| E3    | 27.09.2010 | USA          | Kanada       | 19:14 | 28:11 | 19:13 | 21:08 |       | 87:46    |
| E4    | 28.09.2010 | Australien   | Frankreich   | 15:10 | 19:15 | 14:19 | 14:08 |       | 62:52    |
| E5    | 28.09.2010 | Kanada       | Griechenland | 07:12 | 13:16 | 17:16 | 15:13 |       | 52:57    |
| E6    | 28.09.2010 | Belarus      | USA          | 11:37 | 17:21 | 16:27 | 17:22 |       | 61:107   |
| E7    | 29.09.2010 | Frankreich   | Kanada       | 12:16 | 15:09 | 06:03 | 16:19 |       | 49:47    |
| E8    | 29.09.2010 | Griechenland | Belarus      | 18:20 | 20:20 | 11:14 | 21:20 |       | 70:74    |
| E9    | 29.09.2010 | USA          | Australien   | 29:18 | 22:15 | 21:24 | 11:18 |       | 83:75    |

### Gruppe F – Brünn
Die neun Partien der Gruppe F wurden in Brünn ausgetragen.
| Platz | Team       | Spiele | Siege | Niederl. | Korbpunkte | Punkte | Diff. |
| ----- | ---------- | ------ | ----- | -------- | ---------- | ------ | ----- |
| 1     | Russland   | 6      | 6     | 0        | 451:342    | 12     | +109  |
| 2     | Spanien    | 6      | 5     | 1        | 463:354    | 11     | +109  |
| 3     | Tschechien | 6      | 4     | 2        | 422:380    | 10     | +042  |
| 4     | Südkorea   | 6      | 3     | 3        | 376:451    | 09     | −075  |
| 5     | Brasilien  | 6      | 2     | 4        | 413:454    | 08     | −041  |
| 6     | Japan      | 6      | 1     | 5        | 396:454    | 07     | −058  |

| Spiel | Datum      | Team 1     | Team 2     | 1. Q. | 2. Q. | 3. Q. | 4. Q. | Verl. | Ergebnis |
| ----- | ---------- | ---------- | ---------- | ----- | ----- | ----- | ----- | ----- | -------- |
| F1    | 27.09.2010 | Tschechien | Südkorea   | 28:16 | 21:17 | 22:15 | 25:17 |       | 96:65    |
| F2    | 27.09.2010 | Japan      | Spanien    | 12:28 | 15:22 | 20:13 | 12:23 |       | 59:86    |
| F3    | 27.09.2010 | Russland   | Brasilien  | 20:13 | 22:14 | 17:13 | 17:13 |       | 76:53    |
| F4    | 28.09.2010 | Spanien    | Tschechien | 13:18 | 24:14 | 23:21 | 17:04 |       | 77:57    |
| F5    | 28.09.2010 | Brasilien  | Japan      | 24:24 | 16:24 | 21:14 | 17:16 | 15:13 | 93:91    |
| F6    | 28.09.2010 | Südkorea   | Russland   | 16:16 | 12:13 | 10:25 | 10:27 |       | 48:81    |
| F7    | 29.09.2010 | Tschechien | Brasilien  | 17:20 | 17:16 | 26:19 | 24:15 |       | 84:70    |
| F8    | 29.09.2010 | Japan      | Südkorea   | 15:21 | 13:12 | 18:17 | 18:15 |       | 64:65    |
| F9    | 29.09.2010 | Russland   | Spanien    | 20:25 | 16:12 | 18:18 | 22:12 |       | 76:67    |

## Finalrunde
Die Partien der Finalrunde wurden in Karlsbad ausgetragen.

### Turnierbaum
|  | Viertelfinale      | Viertelfinale |                    |            | Halbfinale       | Halbfinale |  |  | Finale     | Finale     |
|  |                    |               |                    |            |                  |            |  |  |            |            |
|  | 1. Oktober         |               |                    |            |                  |            |  |  |            |            |
|  | Vereinigte Staaten | 106           |                    |            |                  |            |  |  |            |            |
|  | Vereinigte Staaten | 106           | 2. Oktober         |            |                  |            |  |  |            |            |
|  | Südkorea           | 44            |                    |            |                  |            |  |  |            |            |
|  | Südkorea           | 44            | Vereinigte Staaten | 106        |                  |            |  |  |            |            |
|  |                    |               | Vereinigte Staaten | 106        |                  |            |  |  |            |            |
|  |                    | Spanien       | 70                 |            |                  |            |  |  |            |            |
|  | Frankreich         | Spanien       | 70                 | 71         |                  |            |  |  |            |            |
|  | Frankreich         |               |                    | 71         |                  |            |  |  |            |            |
|  | Spanien            | 74            |                    | 3. Oktober | 3. Oktober       |            |  |  |            |            |
|  | 1. Oktober         | 1. Oktober    | Vereinigte Staaten | 89         |                  |            |  |  |            |            |
|  | 1. Oktober         | 1. Oktober    |                    | Tschechien | 69               |            |  |  |            |            |
|  | Australien         | 68            |                    |            |                  |            |  |  |            |            |
|  | Tschechien         | 79            |                    |            |                  |            |  |  |            |            |
|  | Tschechien         | 79            | Tschechien         | 81         |                  |            |  |  |            |            |
|  |                    |               | Tschechien         | 81         | Spiel um Platz 3 |            |  |  |            |            |
|  |                    | Belarus       | 77                 |            |                  |            |  |  |            |            |
|  | Belarus            | Belarus       | 77                 | 70         | Spanien          | 77         |  |  |            |            |
|  | Belarus            | 2. Oktober    |                    | 70         | Spanien          | 77         |  |  |            |            |
|  | Russland           | 53            |                    | Belarus    | 68               |            |  |  |            |            |
|  | Russland           | 53            |                    |            | 68               |            |  |  |            |            |
|  | 1. Oktober         | 1. Oktober    |                    |            |                  |            |  |  | 3. Oktober | 3. Oktober |

### Viertelfinale
| Spiel | Datum      | Team 1             | Team 2     | 1. Q. | 2. Q. | 3. Q. | 4. Q. | Verl. | Ergebnis |
| ----- | ---------- | ------------------ | ---------- | ----- | ----- | ----- | ----- | ----- | -------- |
| 49    | 01.10.2010 | Vereinigte Staaten | Südkorea   | 28:11 | 20:11 | 35:07 | 23:15 |       | 106:44   |
| 50    | 01.10.2010 | Frankreich         | Spanien    | 16:14 | 10:08 | 26:21 | 13:22 | 06:09 | 71:74    |
| 51    | 01.10.2010 | Australien         | Tschechien | 18:15 | 14:20 | 19:17 | 17:27 |       | 68:79    |
| 52    | 01.10.2010 | Belarus            | Russland   | 23:11 | 13:16 | 14:08 | 20:18 |       | 70:53    |

### Halbfinale
| Spiel | Datum      | Team 1             | Team 2  | 1. Q. | 2. Q. | 3. Q. | 4. Q. | Verl. | Ergebnis |
| ----- | ---------- | ------------------ | ------- | ----- | ----- | ----- | ----- | ----- | -------- |
| 57    | 02.10.2010 | Vereinigte Staaten | Spanien | 29:16 | 29:18 | 29:19 | 19:17 |       | 106:70   |
| 58    | 02.10.2010 | Tschechien         | Belarus | 16:15 | 16:19 | 22:15 | 14:19 | 13:09 | 81:77    |

### Spiel um Platz 3
| Spiel | Datum      | Team 1  | Team 2  | 1. Q. | 2. Q. | 3. Q. | 4. Q. | Verl. | Ergebnis |
| ----- | ---------- | ------- | ------- | ----- | ----- | ----- | ----- | ----- | -------- |
| 61    | 03.10.2010 | Spanien | Belarus | 28:15 | 13:19 | 21:19 | 15.15 |       | 77:68    |

### Finale
| Spiel | Datum      | Team 1             | Team 2     | 1. Q. | 2. Q. | 3. Q. | 4. Q. | Verl. | Ergebnis |
| ----- | ---------- | ------------------ | ---------- | ----- | ----- | ----- | ----- | ----- | -------- |
| 62    | 03.10.2010 | Vereinigte Staaten | Tschechien | 19:14 | 21:21 | 34:17 | 15:17 |       | 89:69    |

### Platzierungsrunde (Platz 5 bis 8)
|  | Halbfinale       | Halbfinale |            |    | Spiel um Platz 5 | Spiel um Platz 5 |
|  |                  |            |            |    |                  |                  |
|  | Südkorea         | 46         |            |    |                  |                  |
|  | Frankreich       | 61         |            |    |                  |                  |
|  | 2. Oktober       |            |            |    |                  |                  |
|  |                  |            | 3. Oktober |    |                  |                  |
|  | Frankreich       | 62         |            |    |                  |                  |
|  |                  | Australien | 74         |    |                  |                  |
|  |                  |            |            |    |                  |                  |
|  | Spiel um Platz 7 |            |            |    |                  |                  |
|  | 2. Oktober       | 2. Oktober | Südkorea   | 76 |                  |                  |
|  | Australien       | 78         | Russland   | 87 |                  |                  |
|  | Russland         | 73         |            |    | 2. Oktober       | 2. Oktober       |

| Spiel | Datum      | Team 1     | Team 2     | 1. Q. | 2. Q. | 3. Q. | 4. Q. | Verl. | Ergebnis |
| ----- | ---------- | ---------- | ---------- | ----- | ----- | ----- | ----- | ----- | -------- |
| 55    | 02.10.2010 | Südkorea   | Frankreich | 11:15 | 12:16 | 09:14 | 14:16 |       | 46:61    |
| 56    | 02.10.2010 | Australien | Russland   | 14:14 | 18:20 | 18:14 | 28:25 |       | 78:73    |

#### Spiel um Platz 7
| Spiel | Datum      | Team 1   | Team 2   | 1. Q. | 2. Q. | 3. Q. | 4. Q. | Verl. | Ergebnis |
| ----- | ---------- | -------- | -------- | ----- | ----- | ----- | ----- | ----- | -------- |
| 59    | 03.10.2010 | Südkorea | Russland | 29:26 | 13:21 | 15:22 | 19:18 |       | 76:87    |

#### Spiel um Platz 5
| Spiel | Datum      | Team 1     | Team 2     | 1. Q. | 2. Q. | 3. Q. | 4. Q. | Verl. | Ergebnis |
| ----- | ---------- | ---------- | ---------- | ----- | ----- | ----- | ----- | ----- | -------- |
| 60    | 03.10.2010 | Frankreich | Australien | 07:21 | 18:15 | 14:17 | 23:21 |       | 62:74    |

### Platzierungsrunde (Platz 9 bis 12)
|  | Halbfinale        | Halbfinale |              |    | Spiel um Platz 9 | Spiel um Platz 9 |
|  |                   |            |              |    |                  |                  |
|  | Griechenland      | 59         |              |    |                  |                  |
|  | Japan             | 63         |              |    |                  |                  |
|  | 1. Oktober        |            |              |    |                  |                  |
|  |                   |            | 2. Oktober   |    |                  |                  |
|  | Japan             | 79         |              |    |                  |                  |
|  |                   | Brasilien  | 84           |    |                  |                  |
|  |                   |            |              |    |                  |                  |
|  | Spiel um Platz 11 |            |              |    |                  |                  |
|  | 1. Oktober        | 1. Oktober | Griechenland | 71 |                  |                  |
|  | Brasilien         | 64         | Kanada       | 55 |                  |                  |
|  | Kanada            | 58         |              |    | 2. Oktober       | 2. Oktober       |

| Spiel | Datum      | Team 1       | Team 2    | 1. Q. | 2. Q. | 3. Q. | 4. Q. | Verl. | Ergebnis |
| ----- | ---------- | ------------ | --------- | ----- | ----- | ----- | ----- | ----- | -------- |
| 47    | 01.10.2010 | Griechenland | Japan     | 11:13 | 15:15 | 20:19 | 13:16 |       | 59:63    |
| 48    | 01.10.2010 | Kanada       | Brasilien | 11:18 | 17:14 | 17:13 | 13:19 |       | 58:64    |

#### Spiel um Platz 11
| Spiel | Datum      | Team 1       | Team 2 | 1. Q. | 2. Q. | 3. Q. | 4. Q. | Verl. | Ergebnis |
| ----- | ---------- | ------------ | ------ | ----- | ----- | ----- | ----- | ----- | -------- |
| 53    | 02.10.2010 | Griechenland | Kanada | 21:09 | 11:12 | 13:17 | 26:17 |       | 71:55    |

#### Spiel um Platz 9
| Spiel | Datum      | Team 1 | Team 2    | 1. Q. | 2. Q. | 3. Q. | 4. Q. | Verl. | Ergebnis |
| ----- | ---------- | ------ | --------- | ----- | ----- | ----- | ----- | ----- | -------- |
| 54    | 02.10.2010 | Japan  | Brasilien | 31:25 | 14:17 | 11:20 | 23:22 |       | 79:84    |

### Platzierungsrunde (Platz 13 bis 16)
|  | Halbfinale        | Halbfinale    |               |    | Spiel um Platz 13 | Spiel um Platz 13 |
|  |                   |               |               |    |                   |                   |
|  | China             | 71            |               |    |                   |                   |
|  | Senegal           | 69            |               |    |                   |                   |
|  | 28. September     |               |               |    |                   |                   |
|  |                   |               | 29. September |    |                   |                   |
|  | China             | 86            |               |    |                   |                   |
|  |                   | Argentinien   | 60            |    |                   |                   |
|  |                   |               |               |    |                   |                   |
|  | Spiel um Platz 15 |               |               |    |                   |                   |
|  | 28. September     | 28. September | Senegal       | 67 |                   |                   |
|  | Mali              | 69            | Mali          | 69 |                   |                   |
|  | Argentinien       | 74            |               |    | 29. September     | 29. September     |

| Spiel | Datum      | Team 1 | Team 2      | 1. Q. | 2. Q. | 3. Q. | 4. Q. | Verl. | Ergebnis |
| ----- | ---------- | ------ | ----------- | ----- | ----- | ----- | ----- | ----- | -------- |
| 31    | 28.09.2010 | China  | Senegal     | 19:08 | 12:22 | 20:18 | 20:21 |       | 71:69    |
| 32    | 28.09.2010 | Mali   | Argentinien | 22:28 | 17:14 | 15:14 | 11:09 | 04:09 | 69:74    |

#### Spiel um Platz 15
| Spiel | Datum      | Team 1  | Team 2 | 1. Q. | 2. Q. | 3. Q. | 4. Q. | Verl. | Ergebnis |
| ----- | ---------- | ------- | ------ | ----- | ----- | ----- | ----- | ----- | -------- |
| 39    | 29.09.2010 | Senegal | Mali   | 14:18 | 10:19 | 17:10 | 20:14 | 06:08 | 67:69    |

#### Spiel um Platz 13
| Spiel | Datum      | Team 1 | Team 2      | 1. Q. | 2. Q. | 3. Q. | 4. Q. | Verl. | Ergebnis |
| ----- | ---------- | ------ | ----------- | ----- | ----- | ----- | ----- | ----- | -------- |
| 40    | 29.09.2010 | China  | Argentinien | 25:15 | 14:17 | 22:19 | 25:09 |       | 86:60    |

## Auszeichnungen
- Obwohl ihre Mannschaft im Finale gegen die hochfavorisierten Vereinigten Staaten verlor, wurde die Tschechin Hana Horáková als Wertvollste Spielerin (MVP) des Turniers ausgezeichnet. Der Weg Tschechiens ins Finale galt als Sensation und die Auszeichnung war eine Anerkennung ihrer Schlüsselrolle als Team-Kapitänin und emotionaler Schlüsselfigur der Gastgeberinnen.[1]
- Neben ihr wurden ihre Landsfrau Eva Vítečková sowie Diana Taurasi (Vereinigte Staaten), Sancho Lyttle (Spanien) und Jelena Lewtschenko (Belarus) in das All-Tournament Team gewählt.[2]

## Endstand
Der offizielle Endstand zum Abschluss des Turniers:
| Rang   | Team               | Bilanz | WM-Teilnahme |
| ------ | ------------------ | ------ | ------------ |
| Gold   | Vereinigte Staaten | 9:0    | 15.          |
| Silber | Tschechien         | 6:3    | 2.           |
| Bronze | Spanien            | 7:2    | 5.           |
| 4      | Belarus            | 4:5    | 1.           |
| 5      | Australien         | 7:2    | 13.          |
| 6      | Frankreich         | 5:4    | 8.           |
| 7      | Russland           | 7:2    | 4.           |
| 8      | Südkorea           | 3:6    | 13.          |
| 9      | Brasilien          | 4:4    | 15.          |
| 10     | Japan              | 2:6    | 11.          |
| 11     | Griechenland       | 3:5    | 1.           |
| 12     | Kanada             | 1:7    | 9.           |
| 13     | China              | 2:3    | 8.           |
| 14     | Argentinien        | 1:4    | 8.           |
| 15     | Mali               | 1:4    | 1.           |
| 16     | Senegal            | 0:5    | 7.           |